# Cinclodes olrogi
A Cinclodes olrogi a madarak (Aves) osztályának verébalakúak (Passeriformes) rendjébe és a fazekasmadár-félék (Furnariidae) családjába tartozó faj.

## Rendszerezése
A fajt Manuel Nores & Darío Yzurieta írta le 1979-ben.

## Előfordulása
Argentína területén honos. Állandó, nem vonuló faj. Természetes élőhelye a magaslati sziklás, füves puszták. Keresi a patakok és tavak környékét

## Megjelenése
Átlagos testhossza 17 centiméter, testtömege 24-32 gramm. Fehér szemöldök sávja van.

## Életmódja
Magányosan vagy párban a földön keresi ízeltlábúakból álló táplálékát.

## Külső hivatkozás
- Képek az interneten a fajról
- Internet Bird Collection - videók a fajról
- Xeno-canto.org - a faj hangja és elterjedési területe